# Dolina Krzemowa (serial telewizyjny)
Dolina Krzemowa – amerykański sitcom wyprodukowany  przez 3 Arts Entertainment oraz Ternion Productions. 6 grudnia 2012 zamówiony przez HBO. Twórcami serialu są  Alec Berg, Dave Krinsky, John Altschuler oraz Mike Judge. Miał swoją premierę 6 kwietnia 2014. W Polsce jest emitowany od 28 kwietnia 2014 przez HBO Polska. Stacja potwierdziła, że 6 sezon będzie ostatnim.

## Fabuła
Serial opowiada o mieszkańcach kalifornijskiej Doliny Krzemowej - bystrych specjalistach od nowych technologii. Amerykańska Dolina Krzemowa to miejsce, w którym spełniają się marzenia pasjonatów nowych technologii. Każdego dnia przybywają tam kolejni specjaliści od IT. Programista Richard (Thomas Middleditch) mieszka wraz z kumplami w hostelu pełnym hakerów i technomaniaków, którzy marzą o karierze na miarę Marka Zuckerberga. Właścicielem nietypowego hotelu jest Erlich (T.J. Miller), młody milioner, który pozwala im mieszkać u siebie za darmo, pod warunkiem udziału w zyskach z każdego wymyślonego przez nich projektu. Bohaterowie serialu – wybitnie inteligentni, mający świetne pomysły - są jednocześnie zagubionymi w życiu młodymi ludźmi, którzy w relacjach z innymi okazują się nieprzewidywalni.

## Obsada
- Thomas Middleditch – Richard Hendricks
- T.J. Miller – Erlich Bachman
- Zach Woods – Jared Dunn
- Kumail Nanjiani – Dinesh Chugtai
- Martin Starr - Bertram Gilfoyle
- Josh Brener – Big Head
- Christopher Evan Welch – Peter Gregory
- Amanda Crew – Monica
- Jimmy O. Yang – Jian Yang[5]
- Suzanne Cryer – Laurie Bream[6]
- Matt Ross - Gavin Belson

## Odcinki
| Sezon | Odcinki | Oryginalna emisja (USA) | Oryginalna emisja (USA) | Oryginalna emisja (Polska) | Oryginalna emisja (Polska) |
| Sezon | Odcinki | Premiera sezonu         | Finał sezonu            | Premiera sezonu            | Finał sezonu               |
| ----- | ------- | ----------------------- | ----------------------- | -------------------------- | -------------------------- |
| I     | 8       | 6 kwietnia 2014         | 1 czerwca 2014          | 28 kwietnia 2014           | 16 czerwca 2014            |
| II    | 10      | 12 kwietnia 2015        | 14 czerwca 2015         | 13 kwietnia 2015           | 15 czerwca 2015            |
| III   | 10      | 24 kwietnia 2016        | 26 czerwca 2016         | 25 kwietnia 2016           | 27 czerwca 2016            |
| IV    | 10      | 23 kwietnia 2017        | 25 czerwca 2017         | 23 kwietnia 2017           | 25 czerwca 2017            |
| V     | 8       | 25 marca 2018           | 13 maja 2018            | 26 marca 2018              | 14 maja 2018               |
| VI    | 7       | 27 października 2019    | 8 grudnia 2019          | 28 października 2019       | 9 grudnia 2019             |

## Nagrody[15]

### Złote Globy
- (nominacja - 2015) Najlepszy serial komediowy lub musical

- (nominacja - 2016) Najlepszy serial komediowy lub musical

### Emmy
- (nominacja -2014) Najlepszy serial komediowy
- (nominacja -2014) Najlepsza czołówka
- (nominacja -2014) Najlepsza reżyseria serialu komediowego Mike Judge za odcinek "Minimum Viable Product"
- (nominacja -2014) Najlepsza scenografia w programie współczesnym (półgodzinnym lub krótszym) Cindy Coburn, L.J. Houdyshell, Richard Toyonza odcinki "Articles Of Incorporation", "Signaling Risk" oraz "Optimal Tip-To-Tip Efficiency"
- (nominacja -2014) Najlepszy scenariusz serialu komediowego Alec Berg za odcinek "Optimal Tip-To-Tip Efficienc"
- (wygrana - 2015) Najlepsza scenografia w programie fabularnym (półgodzinnym lub krótszym) Jennifer Mueller, L.J. Houdyshell, Richard Toyon za odcinek "Sand Hill Shuffle"
- (wygrana - 2015) Najlepszy montaż serialu komediowego kręconego przy użyciu jednej kamery Brian Merken za odcinek "Two Days Of The Condor"
- (nominacja - 2015) Najlepszy serial komediowy
- (nominacja - 2015) Najlepsza reżyseria serialu komediowego Mike Judge za odcinek "Sand Hill Shuffle"
- (nominacja - 2015) Najlepszy dźwięk w serialu komediowym, dramatycznym (półgodzinnym) lub animowanym Benjamin Patrick, Elmo Ponsdomenech, Todd Beckett za odcinek "Server Space"
- (nominacja - 2015) Najlepszy montaż serialu komediowego kręconego przy użyciu jednej kamery Tim Roche za odcinek "Sand Hill Shuffle"
- (nominacja - 2015) Najlepszy scenariusz serialu komediowego Alec Berg za odcinek "Two Days Of The Condor"

### Satelity
- (nominacja - 2015) Najlepszy serial komediowy lub musical
- (nominacja - 2015) Najlepszy aktor w serialu komediowym lub musicalu Thomas Middleditch
- (wygrana - 2016) Najlepszy serial komediowy lub musical
- (nominacja - 2016) Najlepszy aktor w serialu komediowym lub musicalu Thomas Middleditch